# Cher Lloyd
Cher Lloyd (Malvern, 28 luglio 1993) è una cantante britannica.
Diventa famosa nel 2010 con la partecipazione alla settima edizione del talent show The X Factor, nel quale si classifica quarta. Nel 2011 pubblica il suo singolo di debutto, Swagger Jagger, che raggiunge la prima posizione della classifica singoli del Regno Unito ed anticipa l'uscita dell'album di debutto Sticks and Stones, che raggiunge la quarta posizione nella classifica album britannica. Nel maggio del 2014 è uscito anche il suo secondo album intitolato Sorry, I'm Late.

## Biografia
Cher nasce a Malvern, nel Worcestershire, il 28 luglio del 1993 da una modesta famiglia di etnia romanichals, figlia di Darren e Dina Lloyd. Ha tre fratelli minori: Josh, Sophie e Rosie. 
Cher ha frequentato diverse scuole a Malvern, tra cui la scuola secondaria The Chase e il Dyson Perrins CE Sports College, dove ha studiato arti dello spettacolo nel 2009. 
Prima di partecipare a The X Factor, la cantante è stata una concorrente del programma Text Factor, nel quale si è classificata quarta dopo gli One Direction.

## Carriera

### 2010:The X Factor
Nel 2010, Cher si presenta ai provini per la settima edizione del talent show britannico The X Factor cantando la versione di Keri Hilson di Turn My Swag On (brano del rapper statunitense Soulja Boy). Al Bootcamp canta una versione rap di Viva la vida dei Coldplay ed accede all'ultima fase delle selezioni, le Judges' Houses, dove si esibisce con Cooler than Me davanti a Cheryl Cole che la sceglie come concorrente per la categoria Ragazze.
Nel primo Live Show si esibisce con Just Be Good To Me, nel secondo canta Hard Knock Life (Ghetto Anthem) e nel terzo canta un mashup di No Diggity e Shout. Nel quarto live canta per la prima volta nel programma un brano privo di parte rappata Stay, impressionando Simon Cowell che nomina la sua esibizione come “performance dell'intera stagione”.
Nel quinto live Cher canta Empire State of Mind di Jay-Z e Alicia Keys, mentre la settimana seguente un mashup di Sorry Seems To Be The Hardest Word e Mockingbird di Elton John ed Eminem. Nella settima puntata si esibisce con Imagine e finisce per la prima volta al ballottaggio, ma viene salvata dai giudici.
Nell'ottavo live, Cher canta nella prima manche Girlfriend di Avril Lavigne e nella seconda manche Walk This Way degli Aerosmith, supera la puntata e arriva in semifinale.
Durante la semifinale la cantante si esibisce con Nothin' on You di B.o.B e Bruno Mars e Love the Way You Lie di Eminem e Rihanna, risulta la meno votata dal pubblico e va al ballottaggio con Mary Byrne, venendo salvata dai giudici e aggiudicandosi un posto per la finale.
Durante la finale si esibisce con un mashup di The Clapping Song e Get Ur Freak On, e il duetto con will.i.am su un mashup di Where Is the Love? e I Gotta Feeling. Cher riceve il minor numero di voti e viene eliminata, classificandosi quarta dietro a One Direction, Rebecca Ferguson e il vincitore Matt Cardle.

### 2011-2012:Sticks and Stones

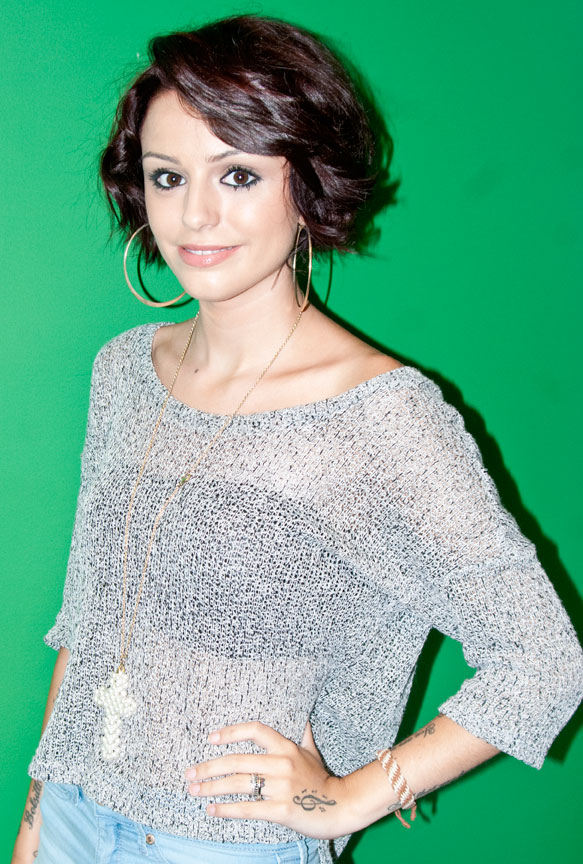
Cher-Lloyd a Chicago nel 2012.

Dopo la fine di The X Factor Cher Lloyd firma un contratto discografico con la Syco Music di Simon Cowell.
Il 31 luglio 2011 Cher pubblica il singolo di debutto, Swagger Jagger, che debutta alla prima posizione della classifica singoli del Regno Unito. Nel frattempo Cher lavora al suo album d'esordio con produttori ed artisti quali RedOne, Autumn Rowe, Busta Rhymes, Ghetts e Mike Posner. Con quest'ultimo duetta nel secondo singolo With Ur Love (pubblicato il 30 ottobre), che durante la prima settimana di vendita in Regno Unito vende circa 74 000 copie e raggiunge la quarta posizione nella classifica singoli britannica. Il 7 novembre 2011 viene pubblicato l'album di debutto di Cher Lloyd dal titolo Sticks and Stones che debutta alla quarta posizione della classifica britannica e viene certificato disco di platino per la vendita di circa 300 000 copie. Nello stesso periodo vengono annunciate le date del suo primo tour in Gran Bretagna, lo Sticks and Stones Tour, previsto per aprile 2012.
Visto il successo in patria, a dicembre 2011 Cher Lloyd firma un contratto discografico con la Epic Records di L.A. Reid per la pubblicazione dell'album di debutto anche negli Stati Uniti.
Il 19 febbraio 2012 Cher pubblica il terzo singolo Want U Back, nel quale duetta con Astro (giovane rapper concorrente di The X Factor USA). Il brano raggiunge la venticinquesima posizione nella classifica singoli britannica. Successivamente, nella primavera dello stesso anno, viene pubblicata una nuova versione della canzone per il mercato americano, in cui è esclusa la partecipazione di Astro. Alla nuova versione segue anche una versione remix in cui la cantante duetta con Snoop Dogg. Want U Back diventa quindi il singolo di debutto di Cher Lloyd per gli Stati Uniti dove ottiene un ottimo successo, raggiungendo la posizione numero 12 della Billboard Hot 100 e ottenendo la certificazione di doppio disco di platino per la vendita di oltre 2 000 000 copie. Il 2 ottobre 2012 l'album Sticks and Stones viene pubblicato negli Stati Uniti, in una nuova versione che comprende anche il brano inedito Oath (in duetto con la rapper esordiente Becky G) scelto come secondo singolo per il mercato americano e pubblicato il 1º ottobre. L'album debutta alla posizione numero 9 della Billboard 200, mentre il singolo ottiene un buon successo e viene certificato disco d'oro per la vendita di oltre 500 000 copie.

### 2013-2014:Sorry, I'm Late
Nel febbraio 2013 Cher Lloyd inizia a lavorare alla realizzazione del secondo album di inediti. Ad aprile dello stesso anno viene pubblicato il singolo promozionale in duetto con Ne-Yo dal titolo It's All Good.
Nel maggio 2013 fa un'apparizione nella serie televisiva Big Time Rush
Ad agosto 2013 annuncia l'uscita di I Wish, primo singolo tratto dal nuovo album che vede la collaborazione del rapper statunitense T.I.. A settembre dello stesso anno la cantante realizza il suo primo tour come artista principale in Stati Uniti e Canada, chiamato I Wish Tour. Il nuovo album si intitolerà 'Sorry, I'm Late', proprio perché è stata posticipata la data d'uscita dell'album e perché è passato molto tempo da quando ha fatto qualcosa di nuovo… Ha trascorso un sacco di tempo cercando di capire chi è.
Cher Lloyd, a metà marzo 2014, pubblica su Twitter e su Facebook la data dell'uscita del disco che sarà il 27 maggio.
Pochi giorni dopo esce un nuovo singolo estratto dal nuovo album che si intitola Sirens.
Il 14 maggio 2014, viene pubblicato il lyric video del nuovo singolo Really Don't Care su VEVO, realizzato dai fans brasiliani della Lovato e a giugno anche il video ufficiale.
Il 20 maggio 2014 Demi Lovato pubblica il singolo Really Don't Care, che vede la collaborazione di Cher Lloyd .
Nel novembre 2014, Cher Lloyd firma un nuovo contratto con la Universal Music Group con la quale annuncia che sta lavorando al suo terzo album in studio.

### 2016-presente: nuovo album
A luglio 2016 la cantante annuncia, attraverso un breve video pubblicato sulla sua pagina Instagram, l'uscita del suo nuovo singolo a distanza di ben due anni dal suo ultimo album in studio. Il 21 luglio 2016 Cher pubblica il suo nuovo singolo dal titolo Activated; la pubblicazione su Spotify avviene il giorno successivo. Il video viene pubblicato tre giorni dopo, il 24 luglio 2016.
Sebbene dopo tale annuncio non sia immediatamente sopraggiunto un nuovo album, negli anni a venire Cher Lloyd ha pubblicato altri singoli per muovere il medesimo progetto: None of My Business nel 2018, M.I.A. nel 2019 e Lost e One Drink Away nel 2020. Per tutti i brani è stato pubblicato anche un relativo video musicale.

## Vita privata
Nel gennaio 2012, Cher annuncia il fidanzamento ufficiale con Craig Monk, conosciuto durante la sua esperienza a X Factor, dove lui lavorava come parrucchiere; la coppia si è sposata il 18 novembre 2013. Annuncia pubblicamente l’arrivo del primogenito successivamente il 28 gennaio 2018.

## Discografia

### Album in studio
- 2011 – Sticks and Stones
- 2014 – Sorry, I'm Late

### Singoli
- 2011 – Swagger Jagger
- 2011 – With Ur Love (feat. Mike Posner)
- 2012 – Want U Back (feat. Astro)
- 2012 – Oath (feat. Becky G)
- 2013 – It's All Good (feat Ne-Yo)
- 2013 – I Wish (feat. T.I.)
- 2014 – Sirens
- 2016 – Activated
- 2018 – None of My Business
- 2019 – M.I.A.
- 2020 – Lost
- 2020 – One Drink Away
- 2025 – Head Down
- 2025 – Green Light

#### Come featuring
- 2014 – Really Don't Care (Demi Lovato feat. Cher Lloyd)
- 2021 – Baddest (Imanbek feat. Cher Lloyd)